# 宿老
宿老（しゅくろう）とは、『宿徳老成』の人の意味。十分に経験を積んだ老人を指す言葉であり、そこから転じて古参の臣や家老など重要な地位に就く者の称となった。

## 概要
平安時代の朝廷においては老練の公卿を指す言葉として用いられ、藤原経宗は「朝の宿老」「国の重臣」と呼ばれた。源平盛衰記にも源資賢を指して『資賢は古人の宿老』という記述がある。
鎌倉幕府では評定衆、引付衆を宿老と呼び、室町幕府でも引き継がれた。ただし、室町幕府では評定衆を宿老、引付衆を中老と呼ぶこともあった。守護大名や戦国大名の家中においては職制や重臣をさす日用的な言葉として用いられた。
江戸時代では幕府における老中や諸大名家における家老を指す称として用いられたほか町方・在方社会でも年寄役、鯨猟に参加する勢子船の指揮者を指す言葉として使われた。
近現代でも日用語として用いられ、八幡製鉄所では特に優れた熟練工を「宿老」に指定し、定年無しの雇用を行う制度が存在した。

## 参考書籍
- 高柳光寿・竹内理三編『角川日本史辞典』第二版（角川書店）